# There's Got to Be a Way
"There's Got to Be a Way" é uma canção da cantora estadunidense Mariah Carey, contida em seu álbum de estreia homônimo (1990). A Columbia o lançou como o quinto e último single do álbum no Reino Unido. Foi uma das quatro músicas que Carey escreveu com Ric Wake durante sua primeira sessão de gravação juntos em fevereiro de 1990, mas "There Got Got Be Be Way" foi a única composição a fazer a lista final de faixas. Liricamente contem uma critica sócio-político consciente que trata da existência de pobreza , o racismo e guerra no mundo que gradualmente se torna mais aspiracional e positiva à medida que progride, sonoramente contem interpolações de R&B-pop. A faixa recebeu uma recepção mista após o lançamento do álbum em 1990. Enquanto os vocais de Carey eram elogiados, ela era vista como política demais. Um videoclipe que acompanha destaca as injustiças sociais. A música alcançou o número 54 na parada de singles do Reino Unido .

## Histórico e versão
"There's Got to Be a Way" foi composta por Mariah Carey e Ric Wake para o álbum de estreia homônimo (1990); as letras foram escritas por Carey, enquanto ela e Wake compuseram a música. Foi escrito durante a primeira sessão de gravação de Carey e Wake juntos. Eles compuseram quatro músicas, mas apenas "There Got to Be a Way" foi escolhido para a lista final de faixas. Co-produzido por Wake e Narada Michael Walden, aparece como a segunda das onze músicas na lista de faixas. A faixa foi gravada em fevereiro de 1990 e engenhada por Bob Cadway no Cove City Sound Studios e no The Power Station, ambos localizados na Cidade de Nova York; ele foi assistido por Dana Jon Chappelle. Foi mixado por David Frazer no Tarpan Studios em San Rafael. Os teclado, baixo e ritmo foram executados por Louis Biancaniello, enquanto Joe Franco tocava a percussão, Vernon "Ice" Black tocava violão e Rich Tancredo também tocava nos teclados. Walter Afanasieff tocou as buzinas de sintetizador. Carey forneceu seus próprios vocais de fundo, juntamente com Billy T. Scott, Jamiliah Muhammed e The Billy T. Scott Ensemble. A música foi lançada no Reino Unido como o quinto e último single do projeto.

## Composição
"There's Got to Be a Way" é uma canção sonoramente R&B-pop com elementos de gospel, com duração de uma duração de quatro minutos e 52 segundos. O tema do ativismo social pode ser ouvido na letra "Tem que haver uma maneira / de conectar este mundo hoje". A música começa com Carey denunciando publicamente a existência de pobreza e racismo no mundo, e ela usa a ponte para mudar a letra para um tom edificante e aspiracional. Carey sugere que devemos ser mais tolerantes um com o outro e não recorrer tão prontamente à guerra nas letras "Não poderíamos aceitar um ao outro / não poderemos nos tornar conscientes".

## Recepção crítica
O crítico de música Robert Christgau sentiu que Carey estava sendo política demais em seu "ataque corajoso, jovem e idealista" à guerra e à miséria. Ralph Novak, David Hiltbrand e David Grogan, da People, escreveram que é um "testemunho de seu talento de que ela faz tanto com tão pouco". Eles continuaram escrevendo que o "tom e clareza" de Carey faz de "There Got to Be Way" uma faixa "hipnotizante". Para marcar vinte e cinco anos desde o lançamento de Mariah Carey em junho de 1990, o escritor da Billboard, Trevor Anderson, escreveu uma crítica faixa a faixa do álbum em junho de 2015. Ele observou que "There's Got to Be a Way" segue o mesmo tom melódico do iniciador do álbum "Vision of Love", mas destacou suas diferenças líricas, pois o primeiro é sobre ativismo social e o segundo é sobre amor. Embora ele tenha elogiado os vocais de Carey, escrevendo que ela emprega "uma de suas melhores notas de apito em sua carreira", ele sentiu que "o objetivo de um apelo amplo vem à custa de letras memoráveis".

## Videoclipe
O videoclipe da canção foi dirigido por Larry Jordan. Este mostra Carey andando pelas ruas de Nova Iorque enquanto lamenta o fato de existir pessoas sem-teto e racismo. Logo, alguns amigos começam a andar com ela e todos começam a dançar.

## Remixes
Shep Pettibone comissionou alguns remixes da canção. O remix de 45 rpm foi utilizado no videoclipe. 

## Formatos e lista de faixas
| 12" CD europeu 1. "There's Got to Be a Way" (12" Remix) – 8:21 2. "There's Got to Be a Way" (Alt. Vocal Dub Mix) – 6:44 3. "There's Got to Be a Way" (7" Remix) – 4:50 Maxi CD europeu 1. "There's Got to Be a Way" – 4:52 2. "I Don't Wanna Cry" – 4:47 3. "There's Got to Be a Way" (12" Remix) – 8:21 | Cassette Single britânico 1. "There's Got to Be a Way" (versão do álbum) – 4:51 2. "There's Got to Be a Way" (7" Remix) – 4:50 Maxi CD britânico 1. "There's Got to Be a Way" – 4:51 2. "There's Got to Be a Way" (7" Remix) – 4:50 3. "Someday" (7" Jackswing Mix) – 4:40 4. "Vision of Love" – 3:28 |

## Desempenho nas tabelas musicais

### Gráficos semanais
| Tabela musical (1991) | Melhor posição |
| --------------------- | -------------- |
| Reino Unido (OCC)     | 54             |